# Лупово (Вармінсько-Мазурське воєводство)
Лупово (пол. Łupowo, нім. Wappendorf) — село в Польщі, у гміні Дзьвежути Щиценського повіту Вармінсько-Мазурського воєводства.
Населення — 198 осіб (2011).

## Демографія
Демографічна структура станом на 31 березня 2011 року:
|          | Загалом | Допрацездатний вік | Працездатний вік | Постпрацездатний вік |
| -------- | ------- | ------------------ | ---------------- | -------------------- |
| Чоловіки | 102     | 25                 | 62               | 15                   |
| Жінки    | 96      | 23                 | 49               | 24                   |
| Разом    | 198     | 48                 | 111              | 39                   |